# 世界图书与版权日

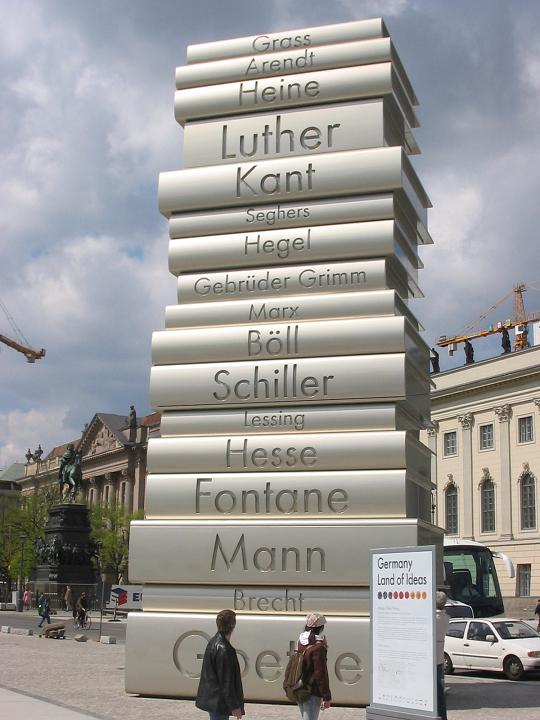

1995年，联合国教科文组织定4月23日为世界图书与版权日（或世界书籍与版权日）。汉译另有世界读书日、世界阅读日（書香日）。
1616年4月23日，塞万提斯与莎士比亚辞世。4月23日也和其它一些伟大作者的生卒有关，诸如印卡·加西拉索·德拉維加、纳博科夫、哈爾多爾·拉克斯內斯、莫里斯·圖翁、何西·布拉与曼努埃爾·巴列霍等。于是，以4月23日向书籍及其作者致以世界范围的敬意，自然成了联合国大会的选择。这是为了鼓励每个人，尤其是年轻人，发掘阅读之乐，并为那些做出促进人类社会与文化发展贡献的人们获取新的尊重。庆祝的想法源于加泰罗尼亚的圣乔治日风俗：当日售书附赠玫瑰。
2000年，受世界图书与版权日启发，世界书都项目启动。每年有一座获选城市以世界书都之名庆祝和传扬人类的图书事业，开幕于当年的4月23日，结束于翌年的4月23日。